# Ziegelmuseum (Bad Herrenalb)

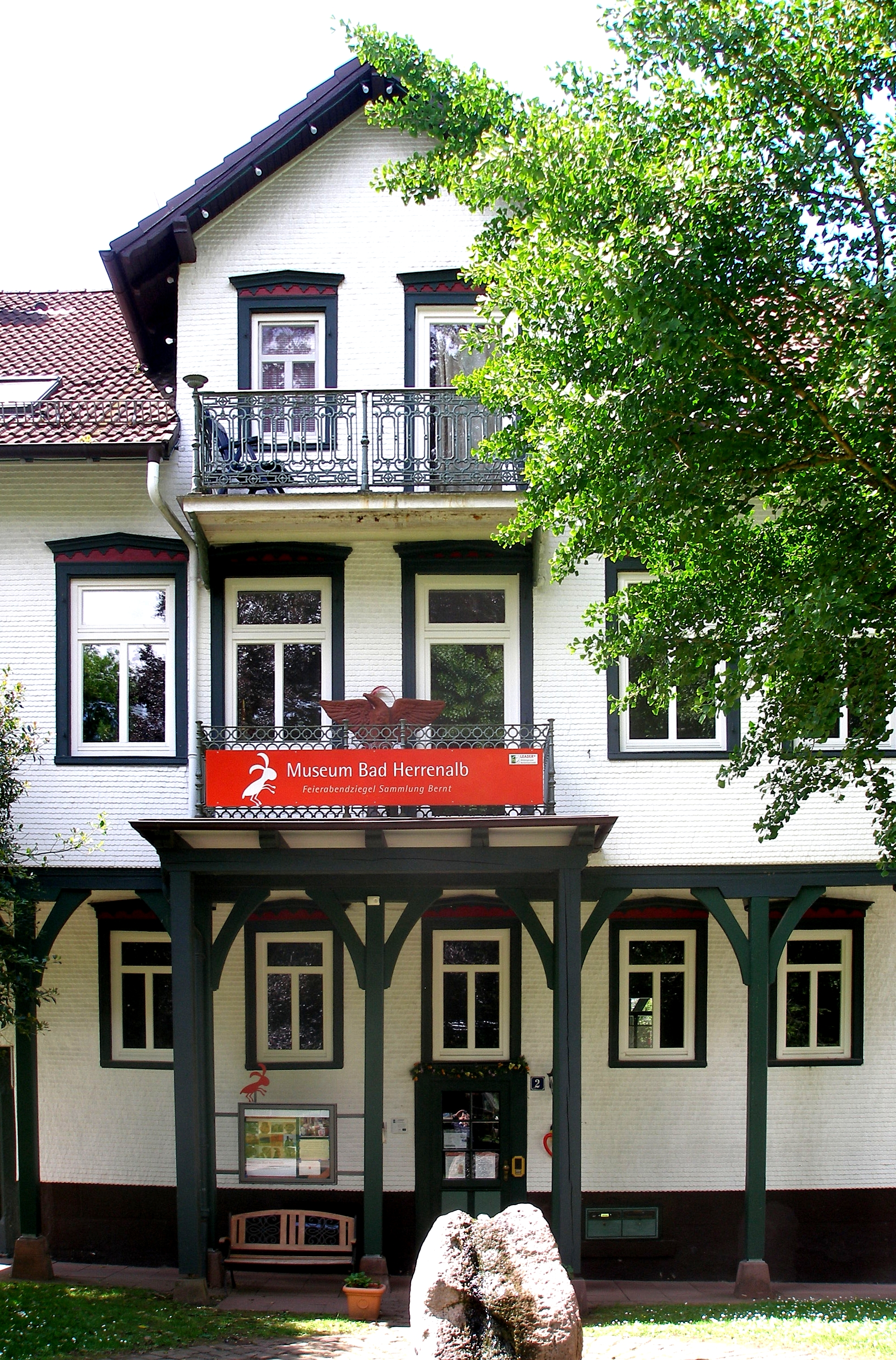
Museum Bad Herrenalb (2024)

Das Ziegelmuseum im ehemaligen 1860 erbauten Gartenhaus des Kurhauses in der Kurstadt Bad Herrenalb im Landkreis Calw in Baden-Württemberg wurde 2006 gegründet. Es befindet sich im alten Klosterbezirk und zeigt die Geschichte der Dachziegel von den ältesten Zeugnissen bis hin zur modernen Industrieware sowie das Handwerk der Ziegler.

## Museumskonzept
Das ehrenamtlich geführte Museum hat sich zur Hauptaufgabe gemacht, die Geschichte des Daches und der Ziegel sowie die Sozialgeschichte des Zieglers didaktisch zu begleiten. Neben der Dauerausstellung werden Räume für kleinere Wechselausstellungen und ein Kreativbereich zur Verfügung gestellt.

## Beschreibung der Exponate

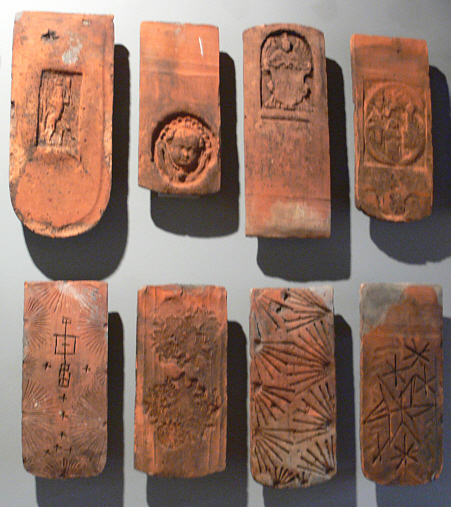
Feierabendziegel

Auf einer Ausstellungsfläche von rund 100 Quadratmetern werden 180 so genannte Feierabendziegel gezeigt. Dies sind handgefertigte Motivziegel, auf denen die Ziegler über viele Jahrhunderte Alltägliches und Außergewöhnliches in den noch feuchten Ton ritzten. Sie wurden von Hand geformt und gebrannt. Es waren die letzten Ziegel eines Tagwerks, daher rührt der Name Feierabendziegel.
Auf der Rückseite der Ziegel wurden mit dem Finger, einem Kamm oder einem anderen spitzen Gegenstand verschiedene Ornamente, Jahreszahlen, Zeichen, Symbole oder auch Texte, unter anderem Rechnungen oder derbe Sprüche, hineingeritzt. Beispielsweise ist zu lesen: Wer das Trinkgeld thut vergessen, den soll gleich der Teufel fressen oder Schnipp, schnapp, und der Lebensfaden ist ab auf einem Ziegel aus dem 17. Jahrhundert, der vom Kloster Maulbronn stammt. Andere Texte geben Aufschluss über den Lohn der Ziegler.
Großenteils stammen die ausgestellten Exponate aus der umfangreichen Sammlung von Edmund Bernt aus Flacht (Weissach) (1952–2016), der als anerkannter Experte auf diesem Gebiet zusammen mit dem Förderverein die Ziegel ausgewählt und zur Verfügung gestellt hat. Als Ergänzung sind eigene Feierabendziegel aus der klösterlichen Herrenalber Ziegelhütte zu sehen, die zu den frühesten datierten Ziegeln des 15. Jahrhunderts in Europa zählen.